# Domptin
Domptin est une commune française située dans le département de l'Aisne en région Hauts-de-France.

## Géographie

### Situation
Le village est à 6,5 km au nord de Charly-sur-Marne et à 14 km au sud-ouest de Château-Thierry.
|                      | Coupru  |                  |
| Bézu-le-Guéry        | Domptin |                  |
| Villiers-Saint-Denis |         | Charly-sur-Marne |

### Lieux-dits et écarts
- La Baudière.

### Hydrographie
La commune est située dans le bassin Seine-Normandie. Elle est drainée par le ru de Domptin, le ru du Bois des Meulieres et Ravin des Morts,,.

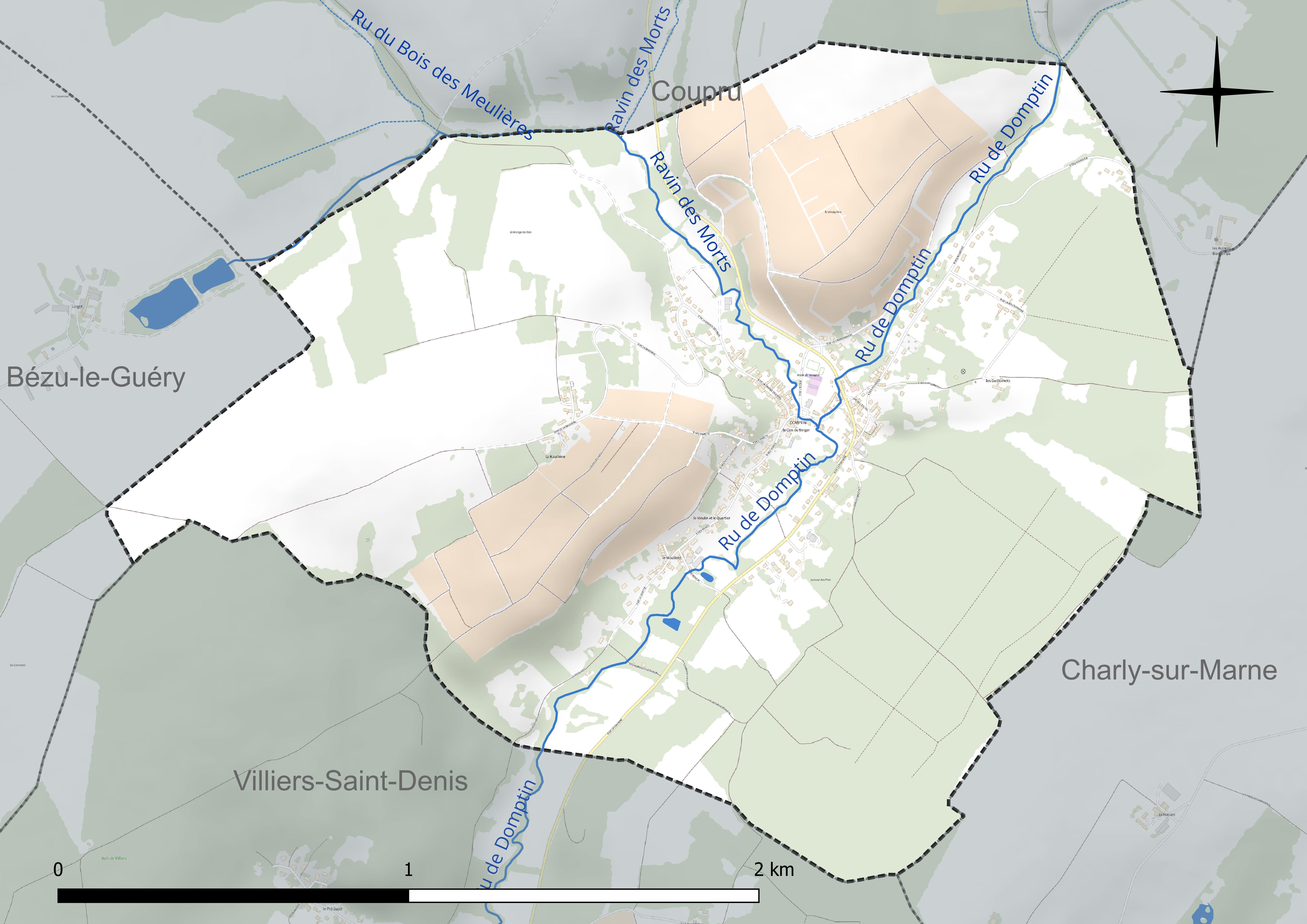
Réseau hydrographique de Domptin.

### Climat
Pour des articles plus généraux, voir Climat des Hauts-de-France et Climat de l'Aisne.
En 2010, le climat de la commune est de type climat océanique dégradé des plaines du Centre et du Nord, selon une étude du CNRS s'appuyant sur une série de données couvrant la période 1971-2000. En 2020, Météo-France publie une typologie des climats de la France métropolitaine dans laquelle la commune est exposée à un climat océanique altéré et est dans la région climatique Nord-est du bassin Parisien, caractérisée par un ensoleillement médiocre, une pluviométrie moyenne régulièrement répartie au cours de l'année et un hiver froid (3 °C).
Pour la période 1971-2000, la température annuelle moyenne est de 10,4 °C, avec une amplitude thermique annuelle de 15,2 °C. Le cumul annuel moyen de précipitations est de 785 mm, avec 12,1 jours de précipitations en janvier et 8,5 jours en juillet. Pour la période 1991-2020, la température moyenne annuelle observée sur la station météorologique la plus proche, située sur la commune de Blesmes à 13 km à vol d'oiseau, est de 10,6 °C et le cumul annuel moyen de précipitations est de 713,0 mm,. Pour l'avenir, les paramètres climatiques de la commune estimés pour 2050 selon différents scénarios d'émission de gaz à effet de serre sont consultables sur un site dédié publié par Météo-France en novembre 2022.

## Urbanisme

### Typologie
Au 1er janvier 2024, Domptin est catégorisée commune rurale à habitat dispersé, selon la nouvelle grille communale de densité à 7 niveaux définie par l'Insee en 2022.
Elle est située hors unité urbaine. Par ailleurs la commune fait partie de l'aire d'attraction de Paris, dont elle est une commune de la couronne,.

### Occupation des sols
L'occupation des sols de la commune, telle qu'elle ressort de la base de données européenne d'occupation biophysique des sols Corine Land Cover (CLC), est marquée par l'importance des territoires agricoles (51,9 % en 2018), en diminution par rapport à 1990 (63,2 %). La répartition détaillée en 2018 est la suivante : 
forêts (35,3 %), cultures permanentes (22,5 %), terres arables (21,8 %), zones urbanisées (12,8 %), zones agricoles hétérogènes (6,7 %), prairies (0,9 %).
L'évolution de l'occupation des sols de la commune et de ses infrastructures peut être observée sur les différentes représentations cartographiques du territoire : la carte de Cassini (XVIIIe siècle), la carte d'état-major (1820-1866) et les cartes ou photos aériennes de l'IGN pour la période actuelle (1950 à aujourd'hui).

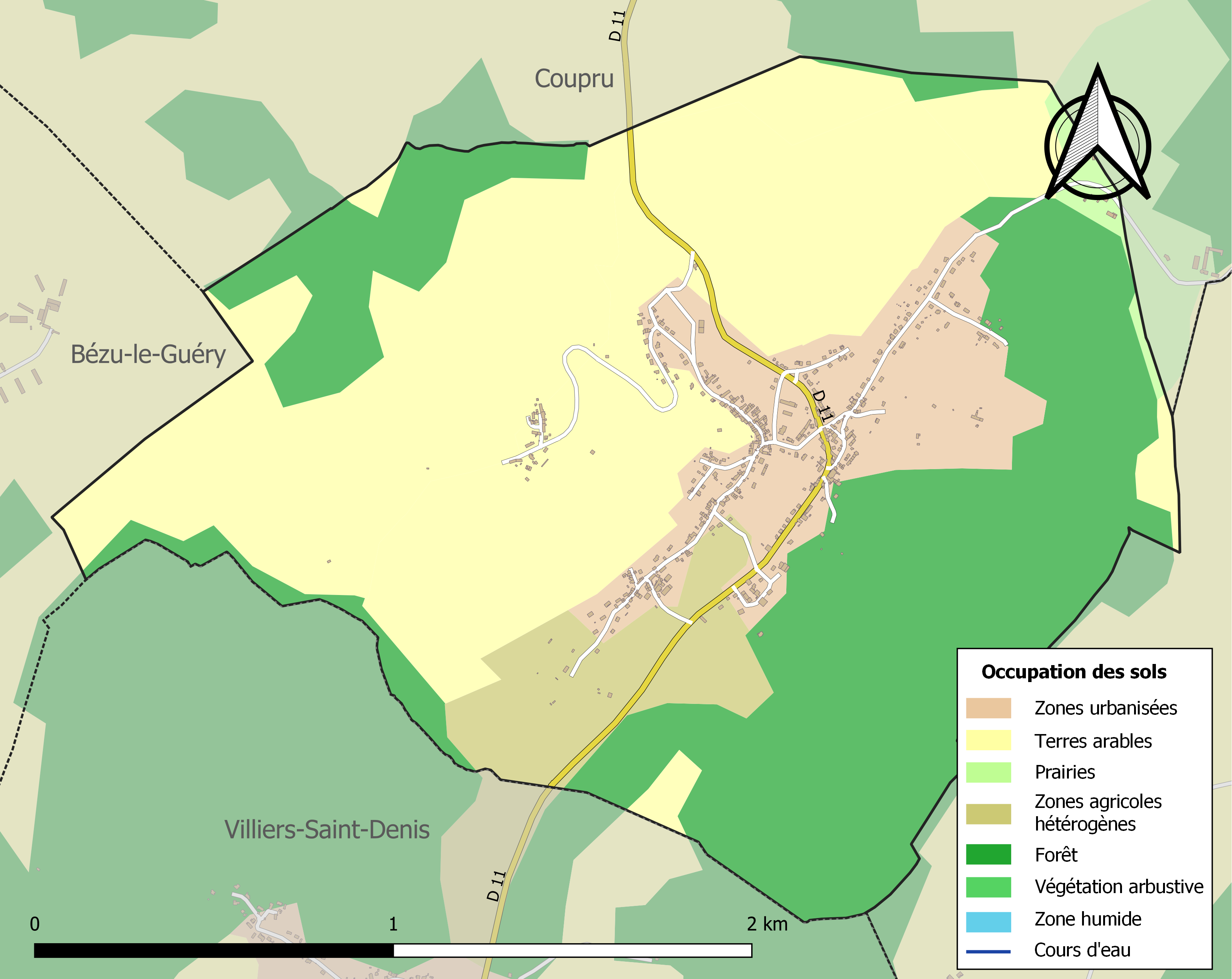
Carte des infrastructures et de l'occupation des sols de la commune en 2018 (CLC).

## Toponymie
Le nom de la localité est attesté sous les formes Dontin (1323) ; Dontain (1606) ; Domptain (1618).

## Politique et administration

### Découpage territorial
La commune de Domptin est membre de la communauté de communes du Canton de Charly-sur-Marne, un établissement public de coopération intercommunale (EPCI) à fiscalité propre créé le 29 décembre 1995 dont le siège est à Charly-sur-Marne. Ce dernier est par ailleurs membre d'autres groupements intercommunaux.
Sur le plan administratif, elle est rattachée à l'arrondissement de Château-Thierry, au département de l'Aisne et à la région Hauts-de-France. Sur le plan électoral, elle dépend du  canton d'Essômes-sur-Marne pour l'élection des conseillers départementaux, depuis le redécoupage cantonal de 2014 entré en vigueur en 2015, et de la cinquième circonscription de l'Aisne  pour les élections législatives, depuis le dernier découpage électoral de 2010.

### Administration municipale

#### Liste des maires
| Période                                  | Période                       | Identité             | Étiquette | Qualité                                      |
| ---------------------------------------- | ----------------------------- | -------------------- | --------- | -------------------------------------------- |
| Les données manquantes sont à compléter. |                               |                      |           |                                              |
|                                          | 1972                          | Philippe Godron      |           |                                              |
| 1972                                     | 1977                          | Jean-Claude Herdhuin |           |                                              |
| 1977                                     |                               | Claude Lemoine       |           |                                              |
| Les données manquantes sont à compléter. |                               |                      |           |                                              |
| mars 2008                                | mars 2014                     | Daniel Saugrain      |           |                                              |
| mars 2014                                | En cours (au 12 juillet 2020) | Émeric Luquin        | SE        | Fonctionnaire Réélu pour le mandat 2020-2026 |

## Population et société

### Démographie
L'évolution du nombre d'habitants est connue à travers les recensements de la population effectués dans la commune depuis 1793. Pour les communes de moins de 10 000 habitants, une enquête de recensement portant sur toute la population est réalisée tous les cinq ans, les populations de référence des années intermédiaires étant quant à elles estimées par interpolation ou extrapolation. Pour la commune, le premier recensement exhaustif entrant dans le cadre du nouveau dispositif a été réalisé en 2008.

En 2022, la commune comptait 638 habitants, en évolution de −3,33 % par rapport à 2016 (Aisne : −1,97 %, France hors Mayotte : +2,11 %).
| 1793 | 1800 | 1806 | 1821 | 1831 | 1836 | 1841 | 1846 | 1851 |
| ---- | ---- | ---- | ---- | ---- | ---- | ---- | ---- | ---- |
| 358  | 409  | 418  | 460  | 513  | 479  | 479  | 488  | 490  |

| 1856 | 1861 | 1866 | 1872 | 1876 | 1881 | 1886 | 1891 | 1896 |
| ---- | ---- | ---- | ---- | ---- | ---- | ---- | ---- | ---- |
| 436  | 458  | 452  | 419  | 422  | 382  | 387  | 384  | 364  |

| 1901 | 1906 | 1911 | 1921 | 1926 | 1931 | 1936 | 1946 | 1954 |
| ---- | ---- | ---- | ---- | ---- | ---- | ---- | ---- | ---- |
| 354  | 349  | 322  | 313  | 329  | 301  | 307  | 253  | 273  |

| 1962 | 1968 | 1975 | 1982 | 1990 | 1999 | 2006 | 2008 | 2013 |
| ---- | ---- | ---- | ---- | ---- | ---- | ---- | ---- | ---- |
| 231  | 219  | 223  | 300  | 420  | 530  | 618  | 645  | 665  |

| 2018 | 2022 | - | - | - | - | - | - | - |
| ---- | ---- | - | - | - | - | - | - | - |
| 648  | 638  | - | - | - | - | - | - | - |

## Culture locale et patrimoine

### Lieux et monuments

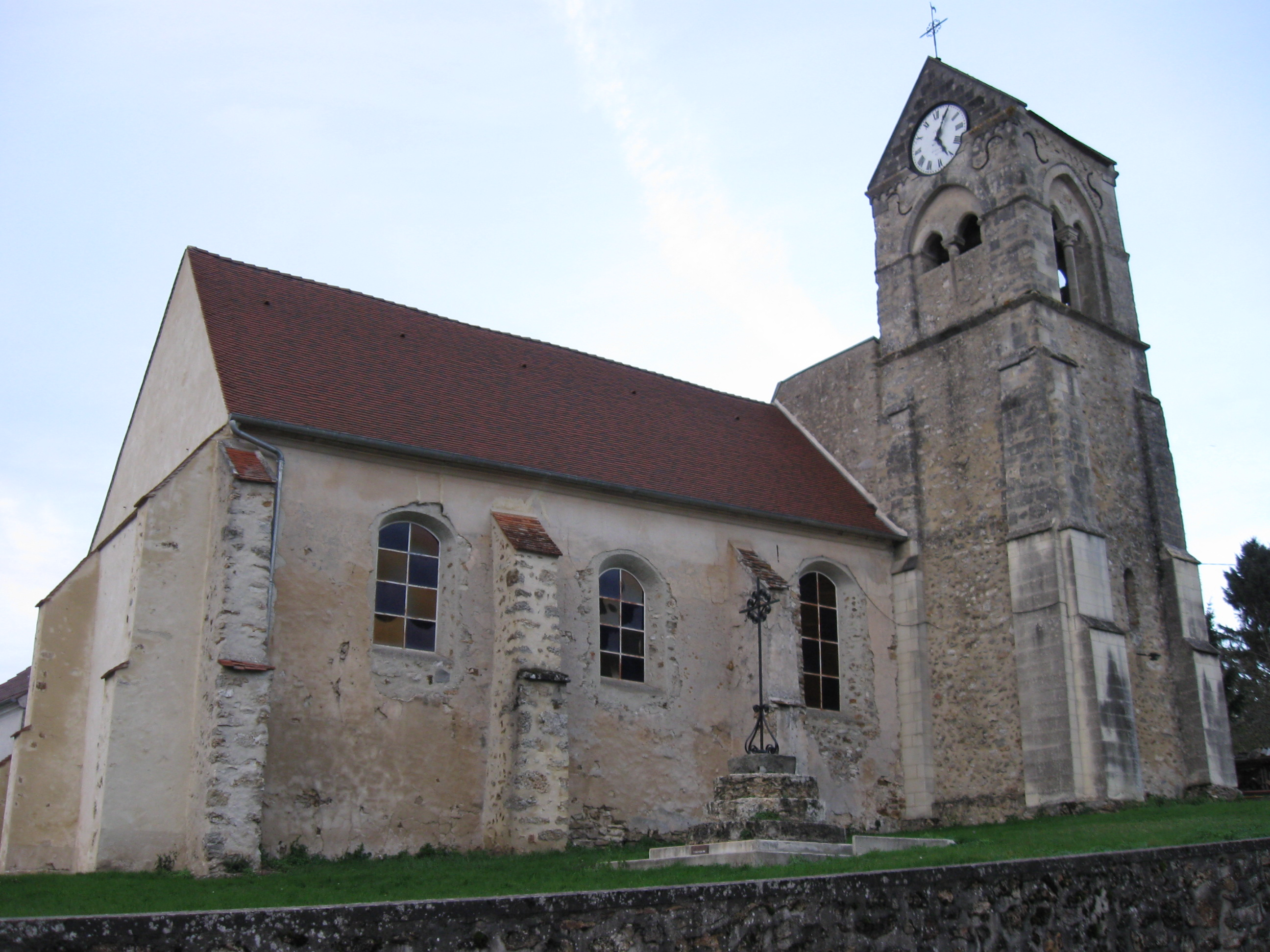
L'église Saint-Quentin.
La Pierre Luiseuse est une de grotte ayant certainement servi de refuge pendant la Préhistoire[réf. nécessaire].
Il y a aussi l'Avale-Tout, dans la forêt, un endroit où beaucoup d'eau des plateaux converge et entre sous terre, avec plus ou moins de débit suivant s'il a plu récemment ou pas.
La commune compte quatre lavoirs.

## Pour approfondir